# فهرست کشورها بر پایه جمعیت زرتشتی
آیین زردشت یکی از کهن‌ترین دین‌های جهان است که در ایران باستان آغاز شده‌است و احتمالاً به ۱۲۰۰ سال پیش از میلاد بازمی‌گردد.
جمعیت دقیق زرتشتیان مشخص نیست، ولی حدود ۱۲۵٬۰۰۰ تا ۳۰۰٬۰۰۰ تخمین می‌زنند. بیشتر زرتشتیان در همان ناحیهٔ اصلی ظهور زرتشت در ایران و آذربایجان و پاکستان و افغانستان زندگی میکنند.
بخشی نیز در گذشته‌های دور به هندوستان کوچیده‌اند؛ گروه معروف به ایرانی زمان قاجار و گروهی دیگر نیز به پارسی معروف اند که از دیرباز با فراگیر شدن اسلام در ایران به آنجا رفته‌اند.
هم‌اکنون جمعیتی بزرگ از زرتشتیان در آمریکای شمالی و کشورهای حوزهٔ خلیج فارس و بریتانیا و سنگاپور و استرالیا ساکن اند.

زرتشتیان بر پایه درصد به کل جمعیت کشور

## فهرست
جدول زیر بر اساس بررسی مجلهٔ فزانا (به انگلیسی: Fezana Journal) (فزانا: فدراسیون انجمن زرتشتیان آمریکای شمالی) است که پارسیان هند و دیگر جمعیت‌های زردشتی را قوم‌نگاری کرده‌است.
| کشور                   | جمعیت   | درصد جمعیت |
| ---------------------- | ------- | ---------- |
| هند                    | ۶۹٬۰۰۰  | ۰٫۰۰۶      |
| ایران                  | ۲۵٬۲۷۱  | ۰٫۰۲۶      |
| آمریکا                 | ۱۱٬۰۰۰  | ۰٫۰۰۴      |
| افغانستان              | ۱۰٬۰۰۰  | ۰٫۰۳۱      |
| بریتانیا               | ۴٬۱۰۵   | ۰٫۰۰۷      |
| کانادا                 | ۵٬۰۰۰   | ۰٫۰۱۴      |
| پاکستان                | ۵٬۰۰۰   | ۰٫۰۰۲      |
| سنگاپور                | ۴٬۵۰۰   | ۰٫۰۸۷      |
| آذربایجان              | ۲٬۰۰۰   | ۰٫۰۲۲      |
| استرالیا               | ۲٬۷۰۰   | ۰٫۰۱۲      |
| کشورهای عربی خلیج فارس | ۲٬۲۰۰   | ۰٫۰۰۵      |
| نیوزیلند               | ۲٬۰۰۰   | ۰٫۰۴۵      |
| مجموع                  | ۱۳۷٬۴۰۰ | ۰٫۰۱۹      |

## افزایش تعداد زرتشتیان در کردستان عراق
به علت پیوستگی دین زرتشت با فرهنگ کردی، بازگشت به دین زرتشت در میان کردها به ویژه کردهای عراق روند رو به رشدی داشته‌است. حدود۱۰۰٬۰۰۰ نفر از کردهای عراق در سال ۲۰۱۵ به آئین زرتشتی روی آورده‌اند.

## منبع
1. ↑  http://www.nytimes.com/2006/09/06/us/06faith.html?pagewanted=1&_r=1
2. ↑  آمار گذشته ۲۰٬۰۰۰ بوده‌است، ولی طبق سرشماری سال ۱۳۹۰ ایران جمعیت زرتشتی این تعداد بوده‌است
3. ↑  http://www.guardian.co.uk/uk/datablog/interactive/2012/dec/11/census-religion
4. ↑  "Zoroastrian faith returns to Kurdistan in response to ISIS viole". Rudaw. Retrieved 18 September 2015.